# Многоборье
Многоборье — вид спорта или спортивная дисциплина, включающая в себя соревнования в нескольких дисциплинах одного или разных видов спорта.

## Античный пентатлон
Первое достоверно известное спортивное многоборье — пентатлон, соревнования по которому проводились в рамках античных Олимпийских игр, начиная с 18-й Олимпиады (708 год до н. э.). Пентатлон (греч. πενταθλον, лат. quinquertium, pentathlon — пятиборье) включал бег на 1 стадий, метание диска, метание копья, прыжок и борьбу. Формула соревнований достоверно неизвестна.
После раскопок Эрнста Курциуса в Олимпии (1875—1881 годы) античным пентатлоном заинтересовались европейские гимнастические общества: в конце XIX — начале XX веков ими проводились соревнования по программе, близкой к античному пентатлону.

## Формула соревнований
Первоначально в ряде видов спорта результат в многоборье определялся по сумме мест в отдельных упражнениях: на чемпионате мира по тяжёлой атлетике 1898 года, на чемпионатах мира и Европы по конькобежному спорту 1908—1925 годов (до этого титул чемпиона присуждался за выигрыш 3 из 4 дистанций, поэтому на некоторых чемпионатах он не был присуждён), в современном пятиборье в 1912—1952 годах и т. д. В шестибалльной системе оценок в фигурном катании, применявшейся до 2005 года, результат представлял собой сумму мест в выполняемых программах с различными весовыми коэффициентами. В настоящее время на крупнейших соревнованиях такой способ не применяется.
Результатом в многоборье служит:
- сумма результатов в отдельных упражнениях; в ряде видов спорта (конькобежный спорт) результаты суммируются с разными весовыми коэффициентами;
- сумма очков, полученных из результатов в отдельных упражнениях по специальным формулам (современное пятиборье) или по специальным таблицам (легкоатлетические многоборья).

Начиная с 1980-х годов в целях повышения зрелищности в ряде видов спорта формула проведения соревнований по многоборью была изменена таким образом, чтобы распределение мест на финише заключительного вида совпадало с общим итогом:
- В лыжном двоеборье с 1985 года применяется система Гундерсена — в лыжной гонке спортсмены стартуют с интервалами, равными их отставанию в прыжках с трамплина, пересчитанному в секунды.
- В современном пятиборье заключительным видом стал легкоатлетический кросс (позднее комбайн — кросс, совмещённый со стрельбой), старт в котором даётся аналогично системе Гундерсена.

## Похожие виды спорта и дисциплины
К многоборью близок ряд видов спорта и дисциплин, в которых с единого старта спортсмены или команды преодолевают части дистанции разными способами (комплексное плавание, триатлон и различные его модификации, лыжный дуатлон и др.) либо по ходу дистанции производят стрельбу (биатлон и различные его модификации).
До появления триатлона подобные соревнования, объединяющие несколько видов спорта, хотя иногда и проводились (например, 4 сентября 1921 года в Марселе прошли соревнования Course Des Trois Sports, состоявшие из велогонки на 7 км, бега на 5 км и плавания на 200 м) но были единичными и не получили широкой известности. Первые соревнования по триатлону состоялись в 1974 году, а начиная с 1980 года триатлон получил широкую популярность сначала в США, а затем и в других странах. Позднее появились и другие виды, в состав которых входят в различных сочетаниях бег (по шоссе или кросс), плавание, велогонка (шоссейная или кросс), гребля на байдарках, лыжная гонка и т. п. Наиболее популярные из них:
- триатлон (triathlon) — плавание, велогонка, бег;
- дуатлон (duathlon) — бег, велогонка, бег;
- акватлон (aquathlon) — бег, плавание, бег;
- зимний триатлон (winter triathlon) — бег, велокросс, лыжная гонка;
- кросс-кантри триатлон (off-road triathlon) — плавание, велокросс, легкоатлетический кросс (наиболее известный — Xterra[англ.]);
- квадратлон (quadrathlon) — плавание, гребля на байдарках, велогонка, бег.

Чемпионаты мира по триатлону, дуатлону, акватлону и зимнему триатлону проводятся Международной федерацией триатлона (ITU, учреждена в 1989 году), признанной Международным олимпийским комитетом.
По похожей формуле проводятся также приключенческие гонки.

## Многоборья в СССР и России

### Многоборье ГТО
Многоборье комплекса ГТО входило в Единую всесоюзную спортивную классификацию. Существовали зимнее и летнее многоборья, в каждом по несколько вариантов.
С 1974 года проводился чемпионат СССР по многоборью комплекса ГТО на призы газеты «Комсомольская правда». В нём разыгрывалось первенство в четырёх возрастных категориях: 14—15 лет, 16—18 лет, 19—28 лет, 29—39 лет (мужчины) и 29—34 года (женщины). В двух взрослых возрастных категориях в программу входили: бег на 100 м, метание гранаты, стрельба, плавание на 100 м, легкоатлетический кросс на 3000 м (мужчины) и 1000 м (женщины). Наиболее титулованная участница, 9-кратная чемпионка СССР Наталья Богословская была удостоена звания «заслуженный мастер спорта СССР».

### Прикладные многоборья
ДОСААФ, Министерством обороны СССР, МВД СССР, КГБ СССР культивировались различные виды прикладных многоборий.
Соревнования по военно-спортивным многоборьям:
- с середины 1940-х годов — в программе первенств военных округов;
- с 1950-х годов — в программе чемпионатов Вооружённых Сил СССР, спартакиад и чемпионатов Спортивного комитета дружественных армий (СКДА).

В 1964 году в Вооружённых Силах СССР была введена Военно-спортивная классификация.
Служебное многоборье МВД СССР:
- зимнее (лыжные гонки и биатлон) и летнее двоеборья;
- троеборье;
- пятиборье — скоростное маневрирование на мотоцикле с коляской, стрельба из табельного оружия, плавание на 100 м, преодоление 200-метровой полосы препятствий, спортивное ориентирование на местности;
- шестиборье — бег на 100 м и 3000 м, прыжки в длину, метание гранаты, плавание на 100 м, преодоление полосы препятствий со стрельбой из пистолета Макарова.

В настоящее время в России и ряде других государств, входивших в состав СССР, прикладные многоборья продолжают культивироваться. Так, в Единую всероссийскую спортивную классификацию включены многоборье спасателей МЧС и морское многоборье, по морскому многоборью проводятся чемпионаты мира и Европы.
Некоторые виды прикладных многоборий:
- Военное троеборье — стрельба, преодоление 400-метровой полосы препятствий, метание гранаты.
- Офицерское многоборье — стрельба из пистолета Макарова, гимнастика, плавание на 100 м, кроссовый бег на 3 км; в зимнем варианте плавание может отсутствовать, а бег заменяется лыжной гонкой на 10 км.
- Авиационное многоборье — лопинг, прыжки на батуте, гимнастическое колесо, стрельба, бег на 1 км.
- Морское пятиборье — плавание (дистанция от 100 до 400 м), кроссовый бег (дистанция от 500 до 1500 м), стрельба из малокалиберной винтовки, гребля на ялах (дистанция от 500 до 2000 м), парусная гонка на ялах; четырёхборье и троеборье составляется из любых видов пятиборья.
- Служебные многоборья полиции:
  - шестиборье — бег на 100 м и 3000 м, прыжки в длину, метание гранаты, плавание на 100 м, преодоление полосы препятствий со стрельбой из пистолета Макарова;
  - пятиборье — скоростное маневрирование на мотоцикле с коляской, преодоление 200-метровой полосы препятствий, бег на 3000 м, стрельба из табельного оружия, плавание на 100 м.
- Дисциплинами радиоспорта являются многоборья МР-2, МР-3 и МР-4.